# 突吻鮈屬
突吻鮈屬（学名：Rostrogobio）为鲤科的一个属。

## 下属物种
本属包括以下物种：
- 突吻鮈 Rostrogobio amurensis Taranetz
- 辽河突吻鮈 Rostrogobio liaoheensis Qin